# Saggio di Carius
Il saggio di Carius o metodo Carius è un metodo di chimica analitica inventato dal chimico tedesco Georg Ludwig Carius (1829–1875), usato per individuare la presenza di alogeni all'interno di un campione di sostanza. Il metodo presenta diverse analogie col saggio di Lassaigne, tanto che è possibile eseguire il saggio di Carius sul residuo ottenuto dalla fusione alcalina con sodio metallico (Na0), reazione tipica del saggio di Lassaigne. Spesso il saggio viene citato semplicemente come ricerca degli alogeni e considerato parte del saggio di Lassaigne, accorpando le procedure.

## Ricerca degli alogeni organici
Il procedimento consiste in una fase preparatoria (fusione alcalina) e in una fase analitica vera e propria (ricerca degli anioni alogenuro).

### Fusione alcalina
Si pongono la sostanza organica in esame ed ossido di calcio (CaO) in rapporto 1:1 in ambiente anidro all'interno di una provetta da laboratorio in vetro. Si fa quindi riscaldare la provetta su fiamma ossidante fino a completa decomposizione e mineralizzazione del composto. Una volta fatto raffreddare il residuo si riprende con H2O, si filtra e si acidifica il filtrato con acido nitrico (HNO3) diluito. Come precedentemente accennato, questo passaggio può essere eseguito con sodio metallico in alternativa all'ossido di calcio, l'unica differenza sarà la presenza di cationi Na+ al posto di cationi Ca2+, aspetto non rilevante ai fini dell'analisi. A seconda della natura chimica del composto di partenza la soluzione alcalina ottenuta potrà contenere i seguenti sali in forma ionizzata: cloruro di calcio (CaCl2), bromuro di calcio (CaBr2) o ioduro di calcio (CaI2).

### Ricerca alogeni
Si aggiungono alla soluzione in analisi alcune gocce di una soluzione acquosa di nitrato di argento (AgNO3). La comparsa di un precipitato colorato indicherà la presenza di ioni alogenuro nella soluzione e quindi di alogeni organici nel composto di partenza. È possibile discriminare la natura dell'alogeno a seconda del colore assunto dalla soluzione:

presenza di Cl−:
CaCl2 + 2AgNO3 → Ca(NO3)2 + 2AgCl↓ (precipitato bianco solubile in NH4OH diluito)
presenza di Br−
CaBr2 + 2AgNO3 → Ca(NO3)2+ 2AgBr↓ (precipitato bianco-giallo solubile in NH4OH concentrato)
presenza di I−
CaI2 + 2AgNO3 → Ca(NO3)2+ 2AgI↓ (precipitato giallo insolubile in NH4OH)

### Possibili interferenze
Se nel composto organico di partenza sono presenti lo zolfo e/o l'azoto durante la fusione alcalina si avrà la formazione di solfuro di calcio (CaS) e/o cianuro di calcio (Ca(CN)2), sali che reagisce con AgNO3 dando la formazione di solfuro di argento (Ag2S) e cianuro di argento (AgCN), rispettivamente precipitati di colore grigio-nero e bianco che rendono indeterminabile la possibile presenza di alogeni. Esiste comunque la possibilità di eliminare gli anioni S2− e CN− dalla soluzione prima di eseguire la ricerca: è necessario aggiungere alla soluzione HNO3 concentrato e riscaldare a bagnomaria per ottenere le seguenti reazioni:
CaS + 2HNO3 —Δ→ Ca(NO3)2 + H2S↑
Ca(CN)2 + 2HNO3 —Δ→ Ca(NO3)2 + HCN↑
si avrà così l'allontanamento di H2S e HCN in forma gassosa rilevabili rispettivamente con cartina indicatrice all'acetato di piombo che assumerà una colorazione nera per H2S e con cartina indicatrice all'acetato di rame e di benzidina che assumerà una colorazione blu per HCN. Questo metodo tuttavia comprometterà la ricerca degli anioni Br− e I− che riscaldati in ambiente acido daranno le seguenti reazioni:
CaBr2 + 2HNO3 —Δ→ Ca(NO3)2 + 2HBr —Δ→ H2↑ + Br2
CaI2 + 2HNO3 —Δ→ Ca(NO3)2 + 2HI —Δ→ H2↑ + I2
In forma molecolare bromo e iodio non sono più identificabili col saggio di Carius ma potranno essere rilevati con altri metodi analitici.

## Ricerca degli alogeni inorganici
Nella ricerca degli alogeni inorganici non è necessario eseguire la fusione alcalina in quanto nella sostanza sono già presenti gli anioni alogenuro.  È sufficiente quindi solubilizzare il sale in H2O, acidificare con HNO3 diluito ed aggiungere la soluzione di AgNO3. Le reazioni e le colorazioni caratteristiche dei precipitati sono le stesse descritte nella ricerca degli alogeni organici.

## Considerazioni sulla metodica
Considerazioni generali sulle modalità di esecuzione del saggio:
- l'utilizzo dell'ossido di calcio al posto del sodio metallico permette di operare in condizioni di sicurezza migliori. Come è noto la reazione di idratazione del sodio metallico è violenta ed esotermica; la possibile presenza residua di Na0 dopo la fusione alcalina fa sì che la ripresa del residuo con H2O possa dare luogo a vere e proprie esplosioni.
- durante la fusione alcalina con riscaldamento su fiamma è possibile la formazione di un residuo carbonioso sul fondo della provetta sotto forma di massa nera solida molto difficile da rimuovere completamente e che potrebbe rendere inutilizzabile l'articolo di vetreria.